# Příklep (hudba)
Příklep (také hammer-on nebo hammering) je způsob tvoření tónu na některých strunných nástrojích (zejména těch, které jsou vybaveny pražci, např. kytara, banjo apod.). Děje se tak silným úderem na znějící strunu těsně před pražec tak, aby se ozval nový, vyšší tón. Spolu se skluzem a odtrhem tvoří základní technické prostředky pro vytváření zvukově a rytmicky zajímavých sólových i doprovodných partů.
Provádí se dvěma základními způsoby:
- na prázdné struně - nejprve se rozezní prázdná struna a následně se na tuto znějící strunu udeří kolmo prstem levé ruky tak, aby prst dopadl na hmatník mezi pražci. Po úderu zůstává prst přitlačen k hmatníku tak, aby struna dále zněla.
- na přidržené struně - první nebo i další prst drží znějící strunu, příklep se provádí úderem dalšího prstu na tutéž strunu u sousedního pražce.

V obou případech se provádí příklep pouze levou rukou. Pokud se provádí i pravou rukou, jedná se o tapping.
Jednotlivé příklepy se mohou řetězit a tak lze pomocí příklepu zahrát i více tónů za sebou. Často se kombinují příklepy a odtrhy v rychlém sledu. Zvuk je pak vázanější a jemnější, než při hře trsátkem. Na druhé straně zvuk není tak čitelný a jasný, ani provedení není tak rytmicky přesné jako při vydrnkávání jednotlivých tónů.